# Hydraena watanabei
Hydraena watanabei är en skalbaggsart som beskrevs av Manfred A. Jäch och Satô 1988. Hydraena watanabei ingår i släktet Hydraena och familjen vattenbrynsbaggar. Inga underarter finns listade i Catalogue of Life.